# 없던 일
"없던 일"은 한국에서 제작된 윤여창 감독의 2015년 드라마 영화이다. 최임경 등이 주연으로 출연하였다.

## 출연

### 주연
- 최임경
- 박범규
- 김시완
- 곽민준